# 宮廷神官物語
『宮廷神官物語』(きゅうていしんかんものがたり)は榎田ユウリによる日本の小説。角川ビーンズ文庫（角川書店）より2007年10月から2011年12月まで刊行された。角川文庫（KADOKAWA）より新装版が2018年3月から2020年6月まで刊行された。さらに、2021年3月に後日譚が角川文庫（KADOKAWA）から発行された。2020年6月時点でシリーズ累計発行部数は80万部を突破している。
榎田尤利が、榎田ユウリとして書いたはじめての作品（尤利の場合はBL系で、それ以外を書くときに『ユウリ』となる）。2009年にドラマCD化。

## あらすじ
「国が乱れたとき、白い虎の背に乗って、人の悪しき心を見抜く奇跡の少年が現れる」そんな伝説の残る麗虎国。主人公はその麗虎国の農村に暮らし、額に石がはまっているため周囲から忌み嫌われているやんちゃ少年、天青。そしてその麗虎国の神官である瑛鶏冠は大神官からの密命を受け、「奇跡の少年」を探す。ところがその少年が、どうやらあのやんちゃ坊主な天青だとわかった。

## 登場人物
※キャストはドラマCD版のもの。

### 主要登場人物
天青（てんせい）
声：下野紘
13歳。主人公。慧眼児。やんちゃだが、根は素直で優しい少年。気が強いが、泣き虫なところがある。白虎峰出身。麓のハシバミ村に住む曹鉄を昔から兄のように慕っている。赤ん坊の頃、捨てられていたところを柘榴婆に拾われ育てられた。その時から、額に三日月のような傷跡があり、そこに石が挟まっていた。目のようにも見えるその傷から、村人からは「三ツ目」と呼ばれ、疎まれて育つ。山育ちであるからか、天候を察知したり、動物と意思の疎通を図ることができる。また非常に身軽で、鶏冠などから「子猿」と呼ばれることがある。慧眼児として宮廷に行く道中で助けた白虎の子供・ハクを連れている。最初はよく思っていなかった鶏冠には、人となりを知っていく内に心を開き、信頼を寄せるようになる。慧眼児として能力が覚醒してからは、神官書生として学舎に通い、寮で暮らしている。自分の慧眼児としての力についてはあまりよく理解しておらず、まだ使いこなすというところまでには至っていない。
瑛 鶏冠（えい けいかん）
声：櫻井孝宏
21歳。麗虎国の宮廷神官。18歳で異例の宮廷神官となった秀才。位は青色二位であったが、天青が慧眼児として覚醒した後、紫色三位の神官に昇格し、大神官候補に選ばれる。女性と見間違いそうな美貌を持ち、前髪の一房だけが赤い。肉と読書が好き。元々は孤児だったが、良民の家の養子になる。神官としての掟に則り、常に感情を抑え冷静であろうとしているがたびたび決意が綻ぶ。出世には興味なく、そのためのいざこざに巻き込まれることもできる限り避けたいと思っている。女のような自分の容姿を気にしていて、それについて触れられることを極端に嫌う。葉寧（ようねい）という弟がおり、自分のせいで死なせてしまったという後悔の念に苛まれている。天青が神官書生となってからは、彼を大切に思うが故に、師範神官として厳格に接している。根は人の情に脆く、隷民街で自ら施しをする。心配症なため、悩みが尽きない苦労人。
景 曹鉄（けい そうてつ）
声：小西克幸
19歳。天青を弟分として見守る青年。数年前に死んだ祖父と共にハシバミ村で暮らしていた。昔、事実無根の罪を着せられ、自分を利用した人間を殺そうという衝動に駆られたが、天青から向けられる信頼で思い止まることができた。以来、恩人である天青を護る決意を固めている。村では天青同様にあまり馴染んではいなかった。昔は優秀な宮廷の武官だった祖父に鍛えられたために、武官を倒すほどの武力を備え、宮廷の情報にも多少精通する。天青が宮廷神官書生となってからは、武官として働き、王都で生活している。元々は鍛冶職人をしていた父親と母親と3人で都に住んでいたが、両親が何者かに暗殺され、祖父に連れられてハシバミ村に移り住むこととなった。武官をしているのは、天青を護る他に、両親が暗殺された理由を知りたいと思っているからでもある。虞恩賢母に月漣正妃の子とされ、曹鉄王子として藍晶王子の異母兄とされる。
藍晶王子（らんしょうおうじ）
声：遊佐浩二
16歳。麗虎国の王子で王位継承者である立太子。橄欖王と正妻・瑛徳正妃の子であり、嫡男。聡明でありながら、時に大胆ともいえるほどの行動力を発揮したり、王族の中では珍しく革新的な考え方をする。「国は民衆があってこそ成り立つ」と考え、私利私欲に走る為政者たちに対しては手厳しい。宮廷内ではその能力の高さを敬愛する者と、疎む者がいる。鶏冠を大神官候補にし、曹鉄に武官の職を与えるなど、自分が王になった時のための環境作りにも余念がない。王になる器として十分な優秀さを誇るが、16歳の少年には荷が重い問題に、心身の疲労は絶えない。蝶衣麗人・景羅大臣とは対立関係にあるが、蝶衣麗人の息子であり異母弟の摩於王子のことは好ましく思っている。
赤烏（せきう）
声：浜田賢二
25歳。藍晶王子の護衛を務める大男。藍晶王子曰く、武芸に関しては、宮廷内では他に右に出る者はいない。王子への忠誠心が非常に強い。常に藍晶王子の意思に忠実に働き、王子が必要としている対応を心得ている。必要最低限の言葉しか発しない寡黙で落ち着いた人間であるが、王子に関する大事が起きると、冷静さを失い感情的な行動が表立つ一面もある。
ハク
声：辻あゆみ
白虎の子供。川の激流にながされているところを天青に助けられた縁で、母虎から天青に託されて以来、天青らと行動を共にしている。人の言葉が判るような振る舞いを見せ、宮廷内では「白虎様」と呼ばれ、大切に扱われている。ハクという名前は鶏冠に命名され、「白」、「魄（たましい）」などの意味が込められている。

### 王族・側室
橄欖王（かんらんおう）
声：斧アツシ
麗虎国の王。神がかり的な存在を信仰しており、大神官を任命する際その力を借りようと、鶏冠に慧眼児捜索の命令を下す。
瑛徳正妃（えいとくせいひ）
橄欖王の正妻であり、藍晶王子の母親。
櫻嵐（おうらん）
17歳。山奥で暮らす少年だが、正体は男装した麗虎国の姫であり、藍晶王子の異母姉。母の延珠貴人が何者かに無実の罪を着せられ、自身も暗殺の危機にあり、男を装いながらずっと身を隠して生活していた。勇ましく潔い性格。本来の名前は「櫻眠（おうみん）」だが、王からの許しを得て、山奥での生活の際に使っていた「櫻嵐」へ正式に改名し、男装も続けている。男装姿はとても似合っており、真実を知らぬ女をはじめ、宮廷内の侍女など事情を知る者にも人気である。また、長年男として生きてきたため、女として護られる立場に置かれることを嫌う。同じく山育ちの天青とは気が合うようで気さくな友人関係を築いている。
延珠貴人（えんじゅきじん）
橄欖王の1人目の側室。故人。櫻嵐の母親。王室に伝わる至宝である「鱗粉玉石女神像」を売り飛ばしたという濡れ衣を着せられ、死刑に処された。生前は聡明で美しい女性であった。貴人は側室の中では一番上位の位。
蝶衣麗人（ちょういれいじん）
橄欖王の第一側室（2人目の側室）。側室の中で抜きんでる美貌の持ち主。気が強い性格。息子の摩於王子を次期王にしたいという願望を抱く。そのためならば何をも犠牲にする覚悟を持ち、祖父である景羅大臣とそのための方法を企てる。
摩於王子（まおおうじ）
10歳。麗虎国の第二王子。橄欖王と蝶衣夫人の子。おっとりした性格。母の願いとは裏腹に、次期王には兄の藍晶王子が相応しいと考えている。自分を愛してくれる母・曾祖父と敬愛する異母兄が不仲であることを残念に思っている。
香蘭花人（こうらんかじん）
橄欖王の第二側室（3人目の側室）。身分は下級貴族。側室となる前は月漣正妃の女官だった。物静かで控え目な性格。子供は美柚姫と沙夜姫。
美柚姫（みゆひめ）
9歳。香蘭花人の子。
沙夜姫（さやひめ）
7歳。香蘭花人の子。
秦遥貴人（しんようきじん）
橄欖王の第三側室（4人目の側室）。一番遅くに側室となったが、側室の中では一番年上である。
胡耀王子（こようおうじ）
5歳。麗虎国の第三王子。
月漣正妃（げつれんせいひ）
橄欖王の最初の正妃。橄欖王の初恋の人。17歳のお産の時に死去。子供も死産だったとされている。
虞恩賢母（ぐおんけんぼ）
橄欖王の母親。橄欖王が即位した後は、表舞台から退き隠居生活をしている。橄欖王の母親とは思えないほどの若々しく美しい女性で、藍晶王子曰く、外見は瑛徳正妃と同じ年頃に見える。賢母は「王の母」に与えられる呼称。

### 神官
胆礬大神官（たんばんだいしんかん）
声：丸山詠二
大神官。小欲で、大神官たるに相応しい逸材。年齢は60歳を過ぎている。
考 苑遊（こう えんゆう）
28歳。天青の学舎の師範神官の一人。紫色の宮廷神官。鶏冠の書生時代の師範でもあり、彼から信頼を寄せられている。母親が異国人であり、亜麻色の髪に榛色の瞳という華やかな容姿を持ち、天青の見立てでは曹鉄よりも背が高い。いつも悠然と構えていて、人の思考を読むのもうまい。虞恩賢母とは懇意にしている。
琥珀神官（こはくしんかん）
声：杉崎亮
宮廷神官。蝶衣麗人・景羅大臣と通じている。
庚民世（こうみんせい）
師範神官の一人。緑色の宮廷神官。元地方神官。記憶力に優れる。

### 神官書生
桑 笙玲（そう しょうれい）
13歳。神官書生で天青の同級生。文官を多く出してきた名門・桑家の息子。当初は異端児である天青をいじめていたが、後に打ち解けて一番の友人となる。しかし、両者ともに譲らない性格なので喧嘩が絶えない。父に厳しく、母に甘やかされて育ち、自尊心が高いが親思い。
太雲（たいうん）
13歳。天青の同級生の神官書生。小太りで、食べることが何より好きな少年。親が笙玲の父より位が低いため、笙玲につき従う。
偵雀（ていじゃく）
13歳。天青の同級生の神官書生。小柄で優秀な少年。太雲同様、笙玲に従う。
杢有（もくゆう）
上級神官書生。鶏冠の身の周りの世話をする側書生を務めている。蝶衣麗人・景羅大臣に弱みを握られ、不本意に手先として利用されている。

### 宮中に関わりのある人々
窯 乱麻（よう らんま）
19歳。商人をしている良民の青年。喋る時に、故郷である西の地の訛りがある。赤毛で長めの髪を、後ろで一つに束ねている。実家は豪商の窯家であり、両親から商売能力を高める修行のため、弟の風麻と共に竜仁に出された。現在は「世の中を変えたい」という意思の元、藍晶王子の情報収集に協力している。
窯 風麻（よう ふうま）
18歳。乱麻の弟。兄の乱麻と同職であり、行動を共にする。兄と同じく言葉に訛りがあるが、都の言葉と使い分けることもできる。顔は乱麻と瓜二つだが、風麻の方が体格は大きく、黒い短髪。
紀希（きき）
15歳。幼い頃から櫻嵐（櫻眠）に仕えている少女。母は櫻嵐の乳母だった。他の侍女が逃亡・死去していく中でたった1人残り、山の中で櫻嵐と共に暮らしていた。可憐な美少女で一見か弱そうだが、その芯は強く、何があっても櫻嵐の味方であるという覚悟を秘めている。天青や笙玲から好意を持たれている（自覚があるかは不明）。宮廷に戻ってからは、櫻嵐付きの女官として働いている。
桑 慶義（そう けいぎ）
笙玲の父親。文官。保守的で厳格。当初は慧眼児という存在を信じていなかったが、天青の力を目の当たりにし、慧眼児が実在することは認める。
景羅大臣（けらだいじん）
麗虎国の大臣。蝶衣麗人の祖父。藍晶王子とは折り合いが良くなく、曾孫の摩於王子を即位させようと蝶衣麗人と画策する。
羽汀（うて）
もう1人の慧眼児の少年。常民。北にある薬師が多いシライ村出身で、その地方の訛りがある。蝶衣麗人・景羅大臣らに両親を人質にとられ、慧眼児の振りをさせられる。実際に不思議な力を持っているようだったが、それは脈から人の心理状態などを察する才能だった。気が弱く、優しい性格。
燕篤（えんとく）
天青の友人。隷民。学問好きで、天青が神官書生となる試験に際して勉強を手伝った。
鹿穏（かおん）
鶏冠の友人。学問所の開設を提案した。燕篤の現在の主。

### その他
柘榴婆（ざくろばあ）
声：京田尚子
天青の育ての親。口が悪く、天青とは憎まれ口を叩き合うことが多いが、気に掛けている。天青が慧眼児として最初に都へ向かう際に、後に「慧眼」となるものを彼にお守りとして渡した。
葉寧（ようねい）
鶏冠の弟。天青と同じくらいの年頃に死去したとされる。優しい性格で、兄の鶏冠と自分どちらか一人だけが、養子に貰われるという話の時に鶏冠を行かせた。鶏冠曰く、大きく透き通った目が天青と似ているらしい。
黄楊（おうよう）
声：藤村歩
「華仙一座」という旅芸人一座の娘。天青より１つ年下。
仙女（せんにょ）
白虎峰に住む女。白い髪を持ち、白い長衣と白い毛皮の外套を身に纏っている。仙女という名前は天青が決めたもので、呼称は決まっていない。正体はハクの母親の白虎。白虎峰の主。

## 既刊一覧

### 小説
角川ビーンズ文庫版『宮廷神官物語』（挿絵：カトーナオ）
1. 「選ばれし瞳の少年」2007年9月29日発売、ISBN 978-4-04-449104-8
2. 「少年は学舎を翔ける」2008年1月31日発売、ISBN 978-4-04-449105-5
3. 「渇きの王都は雨を待つ」2008年6月28日発売、ISBN 978-4-04-449106-2
4. 「ふたりの慧眼児」2008年11月29日発売、ISBN 978-4-04-449107-9
5. 「慧眼は主を試す」2009年4月28日発売、ISBN 978-4-04-449108-6
6. 「王子の証と世継の剣」2009年10月31日発売、ISBN 978-4-04-449109-3
7. 「双璧の王子」2010年4月28日発売、ISBN 978-4-04-449110-9
8. 「鳳凰をまといし者」2010年11月30日発売、ISBN 978-4-04-449111-6
9. 「書に吹くは白緑の風」2011年4月28日発売、ISBN 978-4-04-449112-3
10. 「運命は兄弟を弄ぶ」2011年7月30日発売、ISBN 978-4-04-449113-0
11. 「慧眼は明日に輝く」2011年11月30日発売、ISBN 978-4-04-449114-7

角川文庫版『宮廷神官物語』（表紙絵：葛西リカコ）
1. 2018年3月24日発売、ISBN 978-4-04-106754-3
2. 2018年5月25日発売、ISBN 978-4-04-106791-8
3. 2018年7月24日発売、ISBN 978-4-04-106761-1
4. 2018年10月24日発売、ISBN 978-4-04-107412-1
5. 2019年1月24日発売、ISBN 978-4-04-107414-5
6. 2019年4月24日発売、ISBN 978-4-04-107415-2
7. 2019年7月24日発売、ISBN 978-4-04-108403-8
8. 2019年10月24日発売、ISBN 978-4-04-108404-5
9. 2019年12月24日発売、ISBN 978-4-04-108408-3
10. 2020年3月24日発売、ISBN 978-4-04-109123-4
11. 2020年6月12日発売、ISBN 978-4-04-109126-5
12. 2021年3月24日発売、ISBN 978-4-04-109124-1

### 漫画
月刊Asuka 2009年5月号より連載開始。2010年9月号にて最終回を迎えた。作画は文庫本同様、カトーナオが担当している。
1. 2010年2月23日発売、ISBN 978-4-04-854435-1
2. 2010年11月20日発売、ISBN 978-4-04-854559-4

## ドラマCD
フロンティアワークスより発売。
- 宮廷神官物語 〜選ばれし瞳の少年〜（2009年6月24日発売）

アニメイト特典：ミニ小説「小虎日記」

## 関連サイト
- 角川ビーンズ文庫 「宮廷神官物語」
- 榎田尤利/榎田ユウリ INFORMATION（榎田ユウリ公式ブログ）
- KATO-NAO BLOG（カトーナオ公式ブログ）